# Bruce Nauman

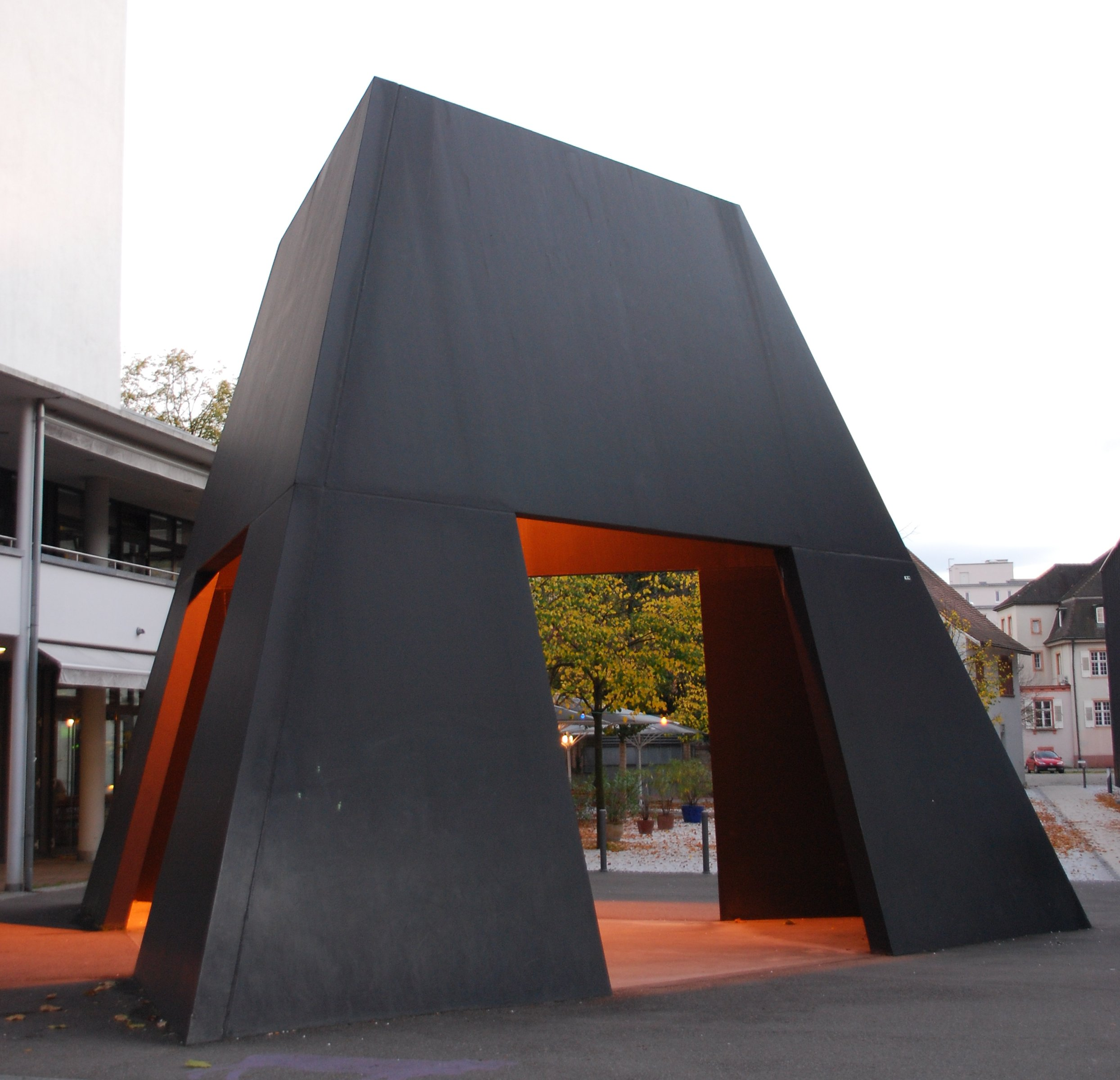

Bruce Nauman (* 6. prosince 1941, Fort Wayne) je americký výtvarný umělec, většinou řazený ke konceptuálnímu umění. Typickým předmětem v jeho instalacích se staly neonové trubice, ale objevují se v nich i sochy, filmy, hologramy, interaktivní prostředí, fotografie, videonahrávky či performance.
Vystudoval matematiku a fyziku na Univerzitě ve Wisconsinu v Madisonu (1964) a umění na University of California v Davisu (1966), San Francisco Art Institute (1968) a University of California v Irvine (1970). Od poloviny 60. let se začal věnovat umění, první výstavu měl roku 1966 v Nicholas Wilder Gallery v Los Angeles.
Stálé sbírky jeho děl jsou v Guggenheimově muzeu v New Yorku, v Tate Modern v Londýně, v Centre Georges Pompidou v Paříži či v Uměleckém muzeu Basilej.
Roku 1993 získal Wolfovu cenu za umění, v roce 2004 cenu Praemium Imperiale za sochařství. V roce 2009 získal hlavní cenu, Zlatého lva, na Benátském bienále.
Od roku 1979 žije v Galisteu, v Novém Mexiku.